# José Martínez Albacete
José Martínez Albacete (Alhama de Murcia, 1881-Murcia, 1907) fue un periodista y escritor español.

## Biografía
Nacido en 1881, era natural de la localidad de Alhama de Murcia. Fue redactor del Diario Universal, corresponsal del Diario de Alicante, y colaborador de otras publicaciones periódicas como Heraldo de Madrid, España Nueva, Los Lunes del Imparcial, Blanco y Negro, Nuevo Mundo, El Noroeste de Gijón, La Tierra de Cartagena y El Diario Murciano, además de los periódicos La Comarca, El Adalid y La Vega del Segura de Orihuela. Autor de varias colecciones de poesías, publicó obras como Cuadros, colección de sonetos (Murcia, 1899), Invernales (Murcia, 1899), Estrofas (Murcia, 1902) y Cosas que pasan, cuentos y artículos (Vergara, 1899). Falleció en 1907, el día 8 de agosto, en Murcia.